# NGC 7632
NGC 7632 في الفهرس العام الجديد، هي مجرة، تقع في كوكبة الكركي. اكتشفت في 5 سبتمبر 1834 بواسطة جون هيرشل.

## روابط خارجية
- NGC 7632 على موقع ويكي سكاي: DSS2, SDSS, GALEX, IRAS, Hydrogen α, X-Ray, Astrophoto, Sky Map, Articles and images